# Неможлива фігура

Дві відомі неможливі фігури — неможливий трикутник та неможливий тризуб.

Неможлива фігура — один з видів оптичних ілюзій, фігура, що здається на перший погляд проєкцією звичайного тривимірного об'єкта на площину, але якщо придивитися, то стають очевидні суперечливі поєднання елементів фігури. Створюється ілюзія неможливості існування такої фігури в тривимірному просторі.
Насправді всі неможливі фігури можуть існувати в реальному світі. Так, всі об'єкти, намальовані на папері, є проєкціями тривимірних об'єктів, отже, можна створити такий тривимірний об'єкт, який при проєктуванні на площину буде виглядати неможливим. При погляді на такий об'єкт з певної точки він також буде виглядати неможливим, але при погляді з будь-якої іншої точки ефект неможливості буде втрачатися.
Найвідоміші неможливі фігури: неможливий трикутник, нескінченні сходи і неможливий тризуб.
«Батьком» неможливих фігур вважається шведський художник Оскар Рейтерсверд, який за роки своєї творчості намалював тисячі таких фігур. Справжню популярність неможливі фігури здобули, коли їх зобразив на своїх літографіях відомий голландський художник Мауріц Корнеліс Ешер.
Напрям в образотворчому мистецтві, спрямований на зображення неможливих фігур, називається імп-арт.
Найвідоміше використання неможливих фігур у масовій культурі — логотип автоконцерну «Рено».

## Галерея

Неможливий куб
Сходи Пенроуза
Трикутник Пенроуза